# Opheodrys aestivus
Opheodrys aestivus là một loài rắn trong họ Rắn nước. Loài này được Linnaeus mô tả khoa học đầu tiên năm 1766.

## Hình ảnh

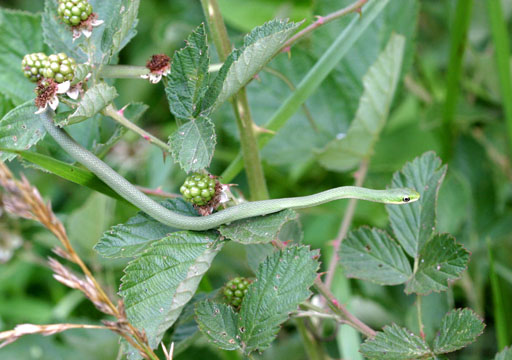
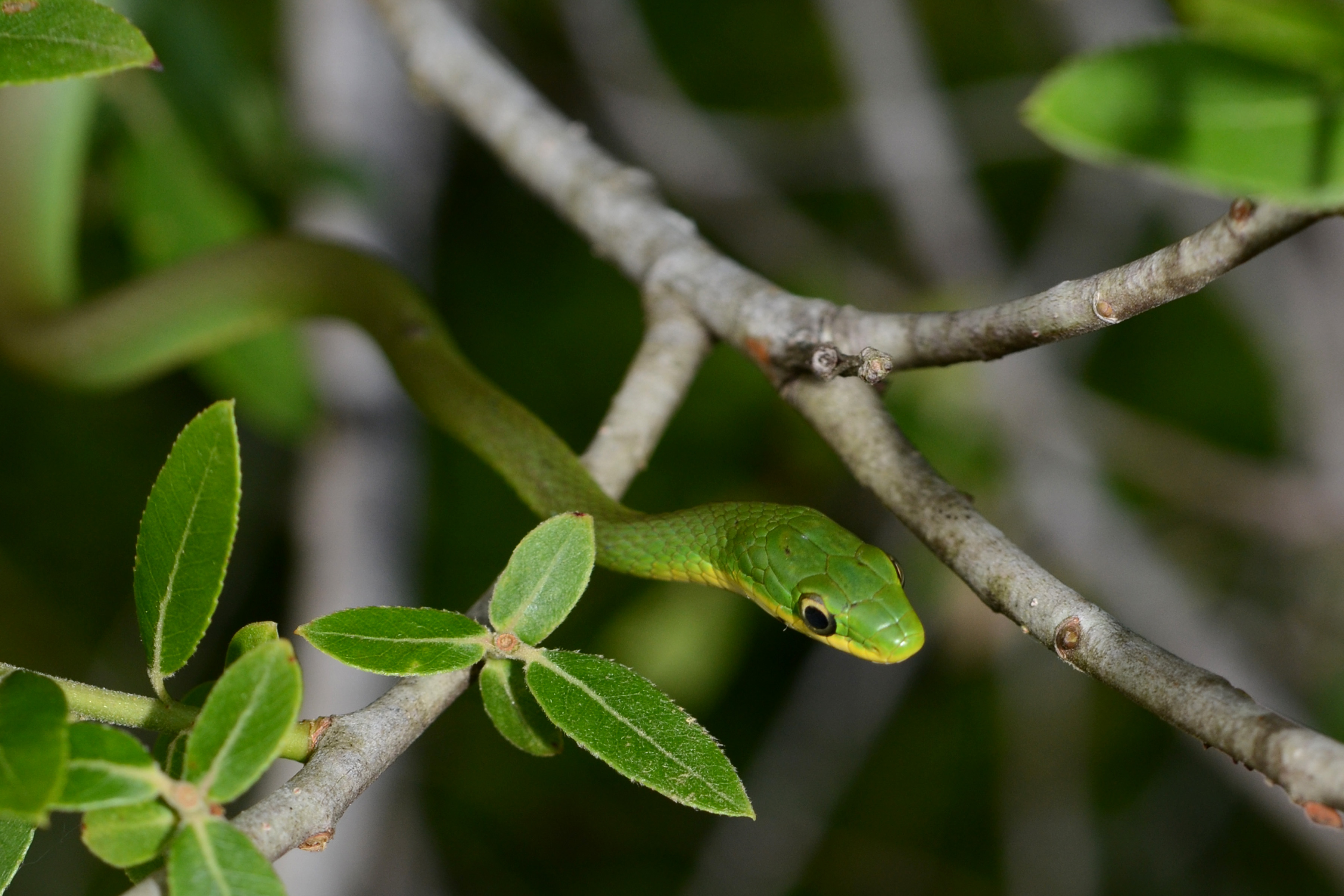
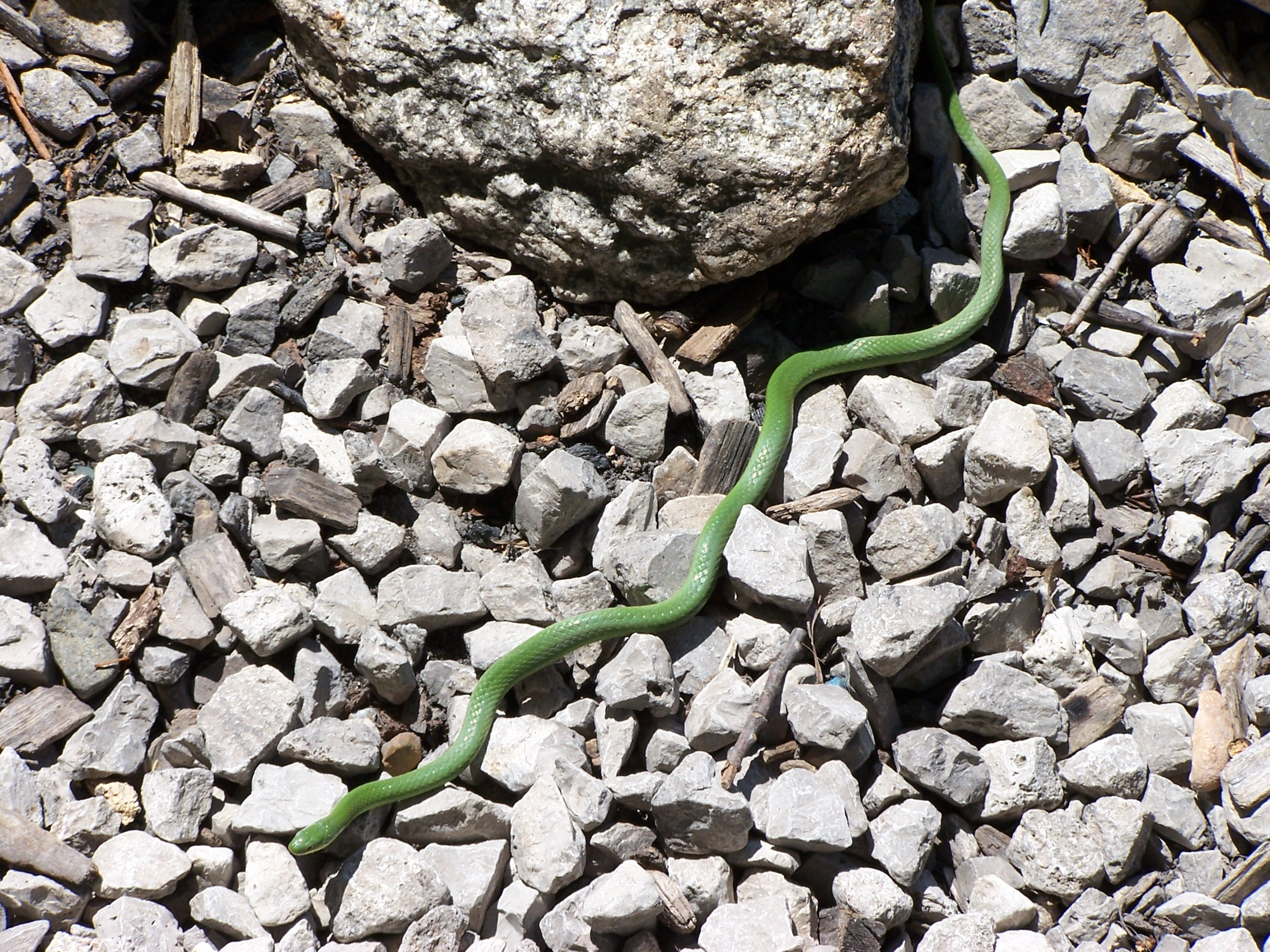